# Rhysia autumnalis
Rhysia autumnalis är en nässeldjursart som beskrevs av Brinckmann 1965. Rhysia autumnalis ingår i släktet Rhysia och familjen Rhysiidae. Inga underarter finns listade i Catalogue of Life.